# Johann Ambrosius Bach
Johann Ambrosius Bach (Erfurt, 22 febbraio 1645 – Eisenach, 20 febbraio 1695) è stato un musicista tedesco, figlio del musicista Christoph Bach e padre di Johann Sebastian Bach.

## Biografia
Anch'egli affermato musicista e didatta, ricevette dal padre Christoph Bach una prima educazione musicale all'età di nove anni. Dopo la morte di Christoph, Johann Ambrosius restò ancora per qualche anno ad Arnstadt, dopodiché iniziò a viaggiare come musicista ambulante.
Nel 1667 entrò nella "Ratsmusik" di Erfurt, diretta dallo zio Johannes. Un anno dopo, l'8 aprile 1668, sposò Marie Elisabeth Lämmerhirt di Erfurt, appartenente allo stesso modo ad una famiglia di musicisti. Da questo matrimonio nacquero:
- Johann Christoph (1671-1721).
- Johann Balthasar (1673-1691).
- Johann Jonas (1675-1685).
- Maria Salome (1677-1728).
- Johanna Juditha (1680-1686).
- Johann Jakob (1682-1722).
- Johann Nikolaus (1683-?).
- Johann Sebastian (1685-1750).

Nel 1671 venne fatto "Hof und Stadtmusikus" ad Eisenach grazie all'appoggio del cugino Johann Christoph; la giovane coppia tardò a stabilirvisi. Vedovo dal 1º maggio 1694, Johann Ambrosius si risposò con Barbara Margaretha Keul, anch'ella vedova, il 27 novembre 1694. Morì nel 1695 all'età di 50 anni.
Attualmente si ignora l'esistenza di sue composizioni.